# Famiglia Graviano
La famiglia Graviano è composta da quattro fratelli mafiosi, Benedetto, Filippo, Giuseppe e Nunzia. Sono i figli di Michele Graviano, costruttore edile e "uomo d'onore" di Brancaccio assassinato nel 1982 da Gaetano Grado e Rosario D'Agostino.

## Filippo e Giuseppe Graviano
Filippo e Giuseppe sono i componenti più famigerati della famiglia Graviano. Con "i fratelli Graviano" si fa solitamente riferimento a loro due.
Sono noti tra l'altro in quanto condannati come mandanti dell'attentato a Padre Pino Puglisi. Sono inoltre ritenuti responsabili degli omicidi dei giudici Giovanni Falcone e Paolo Borsellino.

### Il ruolo nella strategia stragista della mafia
Nel 1990 i fratelli Giuseppe e Filippo Graviano diventarono capi del mandamento di Brancaccio-Ciaculli, sostituendo il boss Giuseppe Lucchese che era in prigione. Dopo l'arresto del boss mafioso Totò Riina, nel gennaio 1993, i boss rimanenti, tra i quali Giuseppe Graviano, Matteo Messina Denaro, Giuseppe Barranca, Bernardo Provenzano, Francesco Giuliano, Cosimo Lo Nigro, Francesco Tagliavia, Giovanni Brusca, Leoluca Bagarella, Antonino Gioè e Gioacchino La Barbera si riunirono a Santa Flavia comune alle porte di Bagheria. Si mise in atto una strategia stragista contro lo Stato. Tale strategia ha comportato una serie di attentati dinamitardi nel 1993 in via dei Georgofili a Firenze, in Via Palestro a Milano, in Piazza San Giovanni in Laterano e in via San Teodoro a Roma.
I Graviano sono stati identificati come responsabili della selezione degli uomini che avrebbero effettuato gli attentati. Entrambi hanno avuto una condanna all'ergastolo.

### Assassinio di Padre Pino Puglisi, il prete antimafia
Giuseppe e Filippo Graviano hanno ordinato l'assassinio del sacerdote antimafia Padre Pino Puglisi il 15 settembre 1993. Puglisi è stato il parroco della parrocchia di San Gaetano nel quartiere Brancaccio di Palermo, e ha sempre reso note le proprie posizioni antimafia, sensibilizzando gli abitanti del luogo. Uno dei sicari che hanno ucciso Puglisi, Salvatore Grigoli, ha poi confessato e rivelato le ultime parole del sacerdote: "Vi stavo aspettando".

### La latitanza e l'arresto
Filippo e Giuseppe Graviano trascorsero la latitanza prevalentemente nel piccolo comune di Omegna, sul lago d'Orta, dove furono ospitati da Salvatore Baiardo, gelataio e consigliere comunale del PSDI, effettuando lunghi soggiorni tra Milano, Venezia, Abano Terme, Sirmione, Forte dei Marmi e Porto Rotondo, in compagnia delle rispettive fidanzate e, in diverse occasioni, anche di Matteo Messina Denaro, emergente boss del trapanese. Il 27 gennaio 1994 sono stati arrestati a Milano dai Carabinieri di Palermo al comando del capitano Marco Minicucci mentre cenavano nel ristorante "Gigi il Cacciatore" in compagnia delle fidanzate (poi sposate in carcere) e di alcuni complici arrivati dalla Sicilia. I Carabinieri infatti giunsero alla cattura pedinando un loro fiancheggiatore che stava portando il figlio (Gaetano D'Agostino, futuro giocatore della Nazionale) ad un provino per le giovanili del Milan su raccomandazione dei Graviano.

### Rapporti con Berlusconi
Secondo il pentito Nino Giuffrè, e anche altri collaboratori, i fratelli Graviano erano gli intermediari tra Cosa Nostra e Silvio Berlusconi. Egli afferma che Cosa Nostra ha deciso di appoggiare Berlusconi e Forza Italia fin dalla sua fondazione nel 1993, in cambio di un aiuto nel risolvere i problemi giudiziari della mafia. La mafia si rivolse a Forza Italia quando i suoi contatti con i partiti tradizionali erano divenuti infruttuosi nella protezione dei suoi membri.
Secondo Giuffrè, che racconta cose apprese da Pietro Aglieri e Carlo Greco, i Graviano trattarono con Berlusconi attraverso l'imprenditore Gianni Ienna, in settembre o ottobre 1993. Il patto sarebbe crollato nel 2002 perché Cosa Nostra non aveva ottenuto quanto richiesto: revisioni di processi di mafia e della legge sui sequestri di beni, modifiche all'articolo 41-bis duro regime carcerario.
Uno dei subordinati di Graviano, Gaspare Spatuzza, pentito dal 2008, ha confermato le dichiarazioni di Giuffrè. Spatuzza ha dichiarato che Giuseppe Graviano nel 1994 gli confidò che il futuro primo ministro Silvio Berlusconi era sceso a patti con la mafia in relazione a un accordo politico-elettorale tra Cosa Nostra e il partito Forza Italia. Secondo Spatuzza Graviano gli passò queste informazioni durante una conversazione al bar Doney nel raffinato quartiere di Via Veneto a Roma. Marcello Dell'Utri ne sarebbe stato l'intermediario. Dell'Utri ha respinto le accuse di Spatuzza come "sciocchezze", mentre secondo Berlusconi la deposizione di Spatuzza è ridicola e farebbe parte di una macchinazione ai suoi danni.
L'11 dicembre 2009 Filippo Graviano smentisce in aula Spatuzza, sostenendo di non aver mai avuto rapporti di alcun tipo con Dell'Utri. Giuseppe Graviano decide invece di non rispondere alle domande dell'accusa lamentando problemi di salute dovuti al 41 bis. Nessuno dei due fratelli, poi, ribatte alla dichiarazione di Spatuzza su un incontro nel gennaio del 1994, in cui si sarebbe detto che Cosa nostra aveva «il Paese in mano» grazie a Berlusconi e Dell'Utri. Gli inquirenti ritengono che gli atteggiamenti dei fratelli Graviano possano essere una sorta di avvertimento su possibili loro rivelazioni future in caso di mancati accordi.
Nell'udienza del 7 febbraio 2020 del processo "'Ndrangheta stragista" a Reggio Calabria, Giuseppe Graviano ammette esplicitamente per la prima volta di aver incontrato Silvio Berlusconi, confermando quanto emerso dalle intercettazioni in carcere nel 2016. Sempre nella stessa udienza, Graviano affermò che la propria famiglia, a partire dal nonno Filippo Quartararo nei primi anni '70, ha investito decine di miliardi di lire nel settore immobiliare presso Berlusconi, con una quota di partenza di 20 miliardi di lire raccolti con altre famiglie palermitane a titolo di finanziatori. Il nonno Filippo e il cugino Salvatore Graviano (detto Salvo) gli avrebbero fatto incontrare l'imprenditore la prima volta a Milano nel 1983 per metterlo a conoscenza degli investimenti. Graviano racconta inoltre che nel dicembre 1993 si sarebbe incontrato per l'ultima volta con Berlusconi il quale sarebbe stato addirittura al corrente della sua latitanza: lo scopo dell'incontro era quello di regolarizzare la situazione e far emergere il nome dei finanziatori che avevano appoggiato il nonno, perché i loro nomi apparivano solo su una scrittura privata in possesso di Salvatore. Graviano spiega che il volume d’affari era ormai imponente, in quanto gli interessi nell’immobiliare riguardavano anche Milano 3, affermando: “Lì Berlusconi aveva regalato a mio cugino un appartamento, abbiamo fatto anche una cena”. Racconta che fu proprio durante una cena che Berlusconi avrebbe annunciato ai Graviano la propria intenzione di scendere in politica, chiedendo una mano in Sicilia a suo cugino Salvo, aiuto che, sempre durante l'audizione del 2020, Giuseppe fa capire che c'è stato. Sempre secondo Graviano, la sua cattura nel gennaio 1994 venne pilotata dallo stesso Berlusconi al fine di non regolarizzare l'accordo fatto con il nonno e gli altri imprenditori palermitani. Già nell'udienza precedente, il Graviano aveva alluso ad "imprenditori del Nord" che non volevano che le stragi finissero. 
Il 12 maggio 2020 Francesco Messina, dirigente del dipartimento della Pubblica Sicurezza della Polizia di Stato, ha testimoniato al processo "'Ndrangheta stragista" di aver svolto accertamenti sulle confidenze rese alla Procura di Firenze (che indagava sulle stragi del 1993) da Salvatore Baiardo (fiancheggiatore dei fratelli Graviano), il quale riferì che «erano interessati tramite Marcello Dell'Utri al finanziamento del nascente movimento politico Forza Italia perché erano convinti che questo li avrebbe garantiti, avrebbe garantito i loro interessi».
Il 5 Novembre 2022 Salvatore Baiardo in un'intervista rilasciata a Massimo Giletti, all'epoca conduttore de Non è l'Arena di La7, dichiarò che Matteo Messina Denaro era malato e che avrebbe potuto creare una trattativa per consegnarsi lui stesso, "fare un arresto clamoroso, così arrestando lui magari esce qualcuno all'ergastolo ostativo senza che ci sia clamore". ll 16 Gennaio 2023 effettivamente viene arrestato il super boss Messina Denaro.

### Vicende personali
Le mogli di Filippo e Giuseppe sono rimaste incinte mentre questi erano in carcere, sollevando il sospetto che gli uomini fossero riusciti a far uscire il loro sperma dal carcere nonostante il 41 bis. L'avvocato dei due ha invece sostenuto che il seme era stato congelato in precedenza.
In carcere Filippo Graviano ha studiato per laurearsi in economia, Giuseppe in matematica.

## Nunzia Graviano
Nunzia Graviano (Palermo, 9 giugno 1968) è una criminale italiana, sorella di alcuni capi mafiosi al quartiere Brancaccio di Palermo negli anni novanta.
Nunzia Graviano, nota come 'A Picciridda' ("la bambina"), reinvestiva le attività finanziarie della famiglia, modernizzando le attività, mentre gli altri fratelli erano in carcere. Secondo l'accusa "lei è l'alter ego dei suoi fratelli nel loro territorio ed è in grado di gestire una vasta fortuna". Lei è tra le prime donne ad aver agito come "reggente" di una famiglia mafiosa di primo piano. Si riferisce che lei sia la mente dietro la strategia finanziaria dei fratelli Graviano, segue la Borsa di Milano, ed è stata un'avida lettrice del quotidiano finanziario Il Sole 24 Ore. Gran parte della ricchezza dei Graviano è stata investita in aziende blue chip quotate. Era anche coinvolta nel riciclaggio di una parte del denaro all'estero attraverso una società di consulenza finanziaria in Lussemburgo. Nunzia Graviano è stata arrestata nel luglio 1999 a Nizza (Francia).

## Benedetto Graviano
Benedetto Graviano (Palermo, 15 luglio 1958) è un criminale italiano, capo mafioso al quartiere Brancaccio di Palermo negli anni novanta. È il più vecchio dei fratelli Graviano.
Ha scontato cinque anni di carcere per mafia. Viene arrestato poi nel luglio 2004 per traffico di cocaina, avrebbe finanziato 18 chilogrammi di quella droga in una 'joint venture' con un clan della 'Ndrangheta. La cocaina sarebbe stata ripartita tra il jet set di Palermo.
Dopo il suo rilascio per insufficienza di prove, è stato nuovamente arrestato nel febbraio 2005. Benedetto aveva ripreso il comando della zona di Brancaccio, dopo l'arresto del reggente Giuseppe Guttadauro. La famiglia mafiosa di Santa Maria di Gesù avrebbe voluto estendere i propri confini a quella zona, ma i boss di Cosa Nostra trovarono un accordo e lasciarono che Bernardo Provenzano decidesse la nomina, che andò a Benedetto Graviano.
Pare, comunque, che non fosse ritenuto "tanto sveglio" da Totò Riina.